# Bazilika Majke Božje Kraljice mira u Yamoussoukru
Bazilika Majke Božje Kraljice mira u Yamoussoukru (Basilique Notre-Dame de la Paix de Yamoussoukro) najveća je crkva na svijetu. Nalazi se u Yamoussoukru, glavnom gradu Obale Bjelokosti. Građena je između 1985. i 1989. Koštala je 300 milijuna dolara. Izgledom nalikuje na baziliku sv. Petra u Vatikanu.
Bazilika je duga 190, a široka 155 metara. Visina joj iznosi 158 metara. Gotovo je u potpunosti izgrađena od mramora.

## Vanjske poveznice

### Ostali projekti
|  | Zajednički poslužitelj ima još gradiva o temi Bazilika Majke Božje Kraljice mira u Yamoussoukru |